# Nubar Pasha

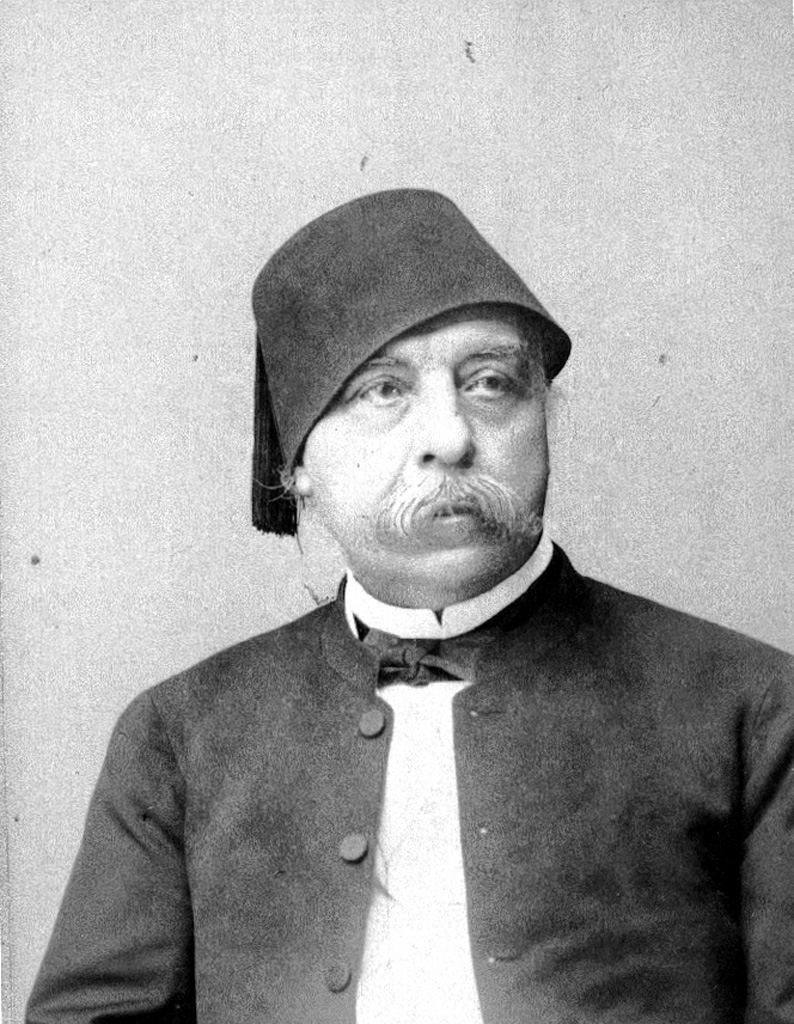
Nubar Pasha

Nubar Pasha (tiếng Ả Rập: نوبار باشا, Armenia: Նուպար Փաշա (tháng 1 năm 1825, Smyrna, Đế quốc Ottoman - ngày 14 tháng 1 năm 1899, Paris)) là một chính trị gia người Ai Cập-Armenia và là Thủ tướng đầu tiên của Ai Cập. Trong nhiệm kỳ đầu tiên của ông là từ tháng 8 năm 1878 đến ngày 23 tháng 2 năm 1879. Nhiệm kỳ thứ hai của ông được phục vụ từ ngày 10 tháng 1 năm 1884 đến ngày 9 tháng 6 năm 1888. Nhiệm kỳ thủ tướng cuối cùng của ông là từ ngày 16 tháng 4 năm 1894 đến ngày 12 tháng 11 năm 1895.

## Tiểu sử
Nubar có tên gọi khi sinh là Nubar Nubarian (tiếng Armenia: Նուպար Նուպարեան) ở Smyrna tháng 1 năm 1825, con trai của một thương gia người Armenia có tên Mgrdich, người đã kết hôn với một người bà con của Boghos Bey Yusufian, một bộ trưởng có ảnh hưởng của Muhammad Ali. Boghos Bey đã hứa hẹn sẽ quan tâm đến tương lai của người con họ hàng của mình, và theo gợi ý của ông, ông đã được gửi đến Vevey trước tiên, và sau đó đến Toulouse, được các tu sĩ dòng Tên đào tạo, và từ đó ông có thể nói thông thạo tiếng Pháp.
Trước khi lên mười tám, ông sang Ai Cập, và sau mười tám tháng đào tạo làm thư ký cho Boghos Bey, người từng là bộ trưởng thương mại và ngoại giao, ông được bổ nhiệm làm thư ký thứ hai cho Muhammad Ali. Năm 1845, ông trở thành thư ký đầu tiên cho Ibrahim Pasha, người thừa kế rõ ràng, và cùng ông đi theo một sứ mệnh đặc biệt tới châu Âu
Abbas Pasha, người kế vị Ibrahim năm 1848, đã duy trì Nubar với cùng cương vị và gửi ông vào năm 1850 tới London làm đại diện của ông chống lại các sự mở đầu của vị vua Ottoman, người đang tìm cách trốn tránh các điều kiện của hiệp định theo đó Ai Cập đã được bảo vệ gia đình của Muhammad Ali. Ở đây ông đã thành công đến nỗi ông đã được phong bey Năm 1853 ông được phái đến Vienna trong một nhiệm vụ tương tự, và ở lại đó cho đến khi Abbas chết vào tháng 7 năm 1854.